# 기이촌 (후쿠오카현)
기이촌(城井村)은 일본 후쿠오카현 미야코군에  있던 촌이다. 현재의 미야코정에 해당한다.